# 3039 Yangel
3039 Yangel eller 1978 SP2 är en asteroid i huvudbältet som upptäcktes den 26 september 1978 av den sovjetisk-ryska astronomen Ljudmila Zjuravljova vid Krims astrofysiska observatorium på Krim. Den har fått sitt namn efter Mikhail Yangel.
Asteroiden har en diameter på ungefär 9 kilometer.